# Université Agostinho-Neto
L'université Agostinho-Neto (en portugais : Universidade Agostinho Neto ou UAN) est une université publique angolaise située à Luanda, la capitale du pays.

## Historique
Fondée en 1962 (décret n° 44530 du 21 août 1962), l'université porte, depuis 1985, le nom de Agostinho Neto, le premier président de la République populaire d'Angola.

## Personnalités liées à l'université

### Enseignants
- Maria do Carmo Medina (1925-2014), défenseuse des droits de l'homme angolaise d'origine portugaise, universitaire et juge

### Étudiants
- Albina Africano, homme politique angolais.
- Ana Dias Lourenço, femme politique angolaise
- Fernando da Piedade Dias dos Santos, homme politique angolais
- Maria Celestina Fernandes, auteure angolaise
- Rosária da Silva, auteure angolaise